# Russas
Russas est une ville brésilienne de l'État du Ceará. Sa population était estimée à 75 018 habitants en 2014. La municipalité s'étend sur 1 588 km2.

## Maires
| Période | Période | Identité          | Étiquette | Qualité |
| ------- | ------- | ----------------- | --------- | ------- |
| 2009    | 2012    | Raimundo Cordeiro | PSDB      |         |